# Liste der Kulturgüter in Tuggen
Die Liste der Kulturgüter in Tuggen enthält alle Objekte in der Gemeinde Tuggen im Kanton Schwyz, die gemäss der Haager Konvention zum Schutz von Kulturgut bei bewaffneten Konflikten, dem Bundesgesetz vom 20. Juni 2014 über den Schutz der Kulturgüter bei bewaffneten Konflikten sowie der Verordnung vom 29. Oktober 2014 über den Schutz der Kulturgüter bei bewaffneten Konflikten unter Schutz stehen.
Objekte der Kategorien A und B sind vollständig in der Liste enthalten, Objekte der Kategorie C fehlen zurzeit (Stand: 1. Januar 2023). Unter übrige Baudenkmäler sind zusätzliche Objekte zu finden, die gemäss Angaben des kantonalen Denkmalschutzes als geschützte Denkmäler eingestuft wurden und nicht bereits in der Liste der Kulturgüter enthalten sind.

## Kulturgüter
| Foto | | Objekt                                                             | Kat. | Typ | Standort                                   | Beschreibung                                                                   |
| ---- | --- | ------------------------------------------------------------------ | ---- | --- | ------------------------------------------ | ------------------------------------------------------------------------------ |
| ja   | Datei hochladen · Wikidata zu Turm Grynau (Q114510)                                                                    | Turm Grynau KGS-Nr.: 10211                                         | A    | G   | Schloss Grynau 1.1 716005 / 230634         |                                                                                |
| ja   | Datei hochladen · Wikidata zu Haus Dorf (sogenanntes Steinhaus) (Q29882121)                                            | Haus Dorf (sogenanntes Steinhaus) KGS-Nr.: 12982                   | A    | G   | Gallusplatz 2 713900 / 229127              |                                                                                |
| ja   | Datei hochladen · Wikidata zu Kapelle in der Mülenen (Q29882133)                                                       | Kapelle in der Mülenen KGS-Nr.: 04889                              | B    | G   | Mühlenenstrasse 3.1 713797 / 226989        |                                                                                |
| BW   | Datei hochladen · Wikidata zu Haus Rainhof (Q29882116)                                                                 | Haus Rainhof KGS-Nr.: 04890                                        | B    | G   | Rainhof 713821 / 228595                    |                                                                                |
| BW   | Datei hochladen · Wikidata zu Huberhaus (Q29882131)                                                                    | Huberhaus KGS-Nr.: 04891                                           | B    | G   | Zürcherstrasse 14 713746 / 229034          |                                                                                |
| ja   | Datei hochladen · Wikidata zu Pfarrkirche St. Erhard und Viktor (Q29882140)                                            | Pfarrkirche St. Erhard und Viktor KGS-Nr.: 04892                   | B    | G   | Buchbergstrasse 6.1 713780 / 229151        |                                                                                |
| ja   | Datei hochladen · Wikidata zu Kapelle Heilige Dreifaltigkeit Linthbord (Q29882135)                                     | Kapelle Linthbord KGS-Nr.: 04893                                   | B    | G   | Kapellhof 1.1 714894 / 229776              |                                                                                |
| BW   | Datei hochladen · Wikidata zu Loreto-Kapelle Chromen (Q29882138)                                                       | Loreto-Kapelle KGS-Nr.: 04894                                      | B    | G   | Chromen, Chromenstrasse 10 711650 / 227456 |                                                                                |
| ja   | Datei hochladen · Wikidata zu Gasthaus Löwen (Q29882105)                                                               | Gasthaus Löwen KGS-Nr.: 04895                                      | B    | G   | Zürcherstrasse 3 713882 / 229074           |                                                                                |
| ja   | Datei hochladen · Wikidata zu Altes Schulhaus (Q29882103)                                                              | Altes Schulhaus KGS-Nr.: 12977                                     | B    | G   | Buchbergstrasse 7 713719 / 229088          |                                                                                |
| BW   | Datei hochladen · Wikidata zu Haus (Q29882110)                                                                         | Haus KGS-Nr.: 12979                                                | B    | G   | Bolenbergstrasse 18 711680 / 228047        |                                                                                |
| BW   | Datei hochladen · Wikidata zu Haus (Q29882111)                                                                         | Haus KGS-Nr.: 12980                                                | B    | G   | Birkenstrasse 3 714198 / 229382            |                                                                                |
| ja   | Datei hochladen · Wikidata zu Haus Blindenhof (Q29882118)                                                              | Haus Blindenhof KGS-Nr.: 12981                                     | B    | G   | Blindenhofstrasse 10 713475 / 229298       |                                                                                |
| BW   | Datei hochladen · Wikidata zu Haus Holeneich (Q29882122)                                                               | Haus Holeneich KGS-Nr.: 12983                                      | B    | G   | Bolenbergstrasse 2, 2a 711741 / 227813     |                                                                                |
| BW   | Datei hochladen · Wikidata zu Haus Holeneich, Bohl (Q29882125)                                                         | Haus Holeneich, Bohl KGS-Nr.: 12984                                | B    | G   | Bohl, Holeneich 56 711825 / 227722         |                                                                                |
| BW   | Datei hochladen · Wikidata zu Haus Mühle (Q29882108)                                                                   | Haus Mühle KGS-Nr.: 12985                                          | B    | G   | Mühle 3 714074 / 227038                    |                                                                                |
| BW   | Datei hochladen · Wikidata zu Haus Müslihof (Q29882115)                                                                | Haus Müslihof KGS-Nr.: 12986                                       | B    | G   | Müslihof 2 713340 / 228850                 |                                                                                |
| BW   | Datei hochladen · Wikidata zu Haus Sandhof (Q29882113)                                                                 | Haus Sandhof KGS-Nr.: 12987                                        | B    | G   | Sandhof 2–6 713221 / 229218                |                                                                                |
| BW   | Datei hochladen · Wikidata zu Haus Steghof (Q29882128)                                                                 | Haus Steghof KGS-Nr.: 12988                                        | B    | G   | Buchbergstrasse 42 713089 / 228944         |                                                                                |
| BW   | Datei hochladen · Wikidata zu Haus Chromenhof (Q29882130)                                                              | Haus Chromenhof KGS-Nr.: 12989                                     | B    | G   | Chromenhofstrasse 10 711640 / 227420       |                                                                                |
| BW   | Datei hochladen · Wikidata zu Kaplanei (Q29882137)                                                                     | Kaplanei KGS-Nr.: 12990                                            | B    | G   | Buchbergstrasse 4 713815 / 229121          |                                                                                |
| ja   | Datei hochladen · Wikidata zu Schloss mit Schlosskapelle (Q29882142)                                                   | Schloss mit Schlosskapelle KGS-Nr.: 13396                          | B    | G   | Schloss Grynau 716024 / 230617             |                                                                                |
| ja   | Datei hochladen · Wikidata zu Burgstelle mittelalterliche Wasserburg Mülenen mit Wehranlage - Teil Tuggen (Q123531400) | Mülenen, mittelalterliche Wasserburg mit Wehranlage KGS-Nr.: 17468 | B    | F   | 714100 / 226861                            | Objekt liegt teilweise auf dem Gemeindegebiet von Schübelbach (KGS-Nr. 17467). |

## Übrige Baudenkmäler
| ID     | Foto |                 | Objekt                 | Typ | Standort                           | Beschreibung |
| ------ | ---- | --------------- | ---------------------- | --- | ---------------------------------- | ------------ |
| 23.005 | BW   | Datei hochladen | Wegkapelle Egg         | G   | Egg 1.3 713512 / 228053            |              |
| 23.008 | BW   | Datei hochladen | Gasthaus zum Schlüssel | G   | Zürcherstrasse 19 713745 / 228991  |              |
| 23.013 | BW   | Datei hochladen | Haus Müleliweg         | G   | Linthstrasse 38 713899 / 228663    |              |
| 23.019 | BW   | Datei hochladen | Haus Zielhof           | G   | Zihlhof 1, 3 713462 / 228426       |              |
| 23.020 | BW   | Datei hochladen | Haus Chipf             | G   | Kipf 713661 / 228315               |              |
| 23.021 | BW   | Datei hochladen | Haus Kirchweid         | G   | Kirchweid 1 713610 / 228470        |              |
| 23.025 | BW   | Datei hochladen | Haus Hagmen            | G   | Hagmen 1.2 713000 / 228860         |              |
| 23.030 | BW   | Datei hochladen | Haus Mäder             | G   | Buchbergstrasse 44 712855 / 229030 |              |

Legende: Siehe Legende der Liste der Kulturgüter von nationaler und regionaler Bedeutung. Anstelle der KGS-Nummer wird als Objekt-Identifikator (ID) die Nummer im Kantonalen Schutzinventar (KSI) verwendet.